# La Pallu
Pour les articles homonymes, voir Pallu (homonymie).
La Pallu est une commune française, située dans le département de la Mayenne en région Pays de la Loire, peuplée de 177 habitants.
La commune fait partie de la province historique du Maine, et se situe dans le Bas-Maine dans le pays de Passais.

## Géographie
Située sur un promontoire dominant la vallée de la Mayenne, La Pallu est limitrophe du département de l'Orne.
Le bourg, situé à 176 m d'altitude, est en contrebas d'un plateau situé au nord en limite de la commune de Saint-Patrice-du-Désert. Ce plateau offre un panorama où l'on peut découvrir, par temps clair, onze clochers des communes avoisinantes. Le lotissement des Bruyères a été implanté sur ce plateau.

### Climat
Pour des articles plus généraux, voir Climat des Pays de la Loire et Climat de la Mayenne.
En 2010, le climat de la commune est de type climat océanique altéré, selon une étude du CNRS s'appuyant sur une série de données couvrant la période 1971-2000. En 2020, Météo-France publie une typologie des climats de la France métropolitaine dans laquelle la commune est exposée à un climat océanique et est dans la région climatique  Normandie (Cotentin, Orne), caractérisée par une pluviométrie relativement élevée (850 mm/a) et un été frais (15,5 °C) et venté. 
Pour la période 1971-2000, la température annuelle moyenne est de 10,3 °C, avec une amplitude thermique annuelle de 13,7 °C. Le cumul annuel moyen de précipitations est de 830 mm, avec 12,8 jours de précipitations en janvier et 7,4 jours en juillet. Pour la période 1991-2020, la température moyenne annuelle observée sur la station météorologique de Météo-France la plus proche, sur la commune du Horps à 17 km à vol d'oiseau, est de 11,1 °C et le cumul annuel moyen de précipitations est de 857,1 mm,. Pour l'avenir, les paramètres climatiques de la commune estimés pour 2050 selon différents scénarios d'émission de gaz à effet de serre sont consultables sur un site dédié publié par Météo-France en novembre 2022.

## Urbanisme

### Typologie
Au 1er janvier 2024, La Pallu est catégorisée commune rurale à habitat très dispersé, selon la nouvelle grille communale de densité à sept niveaux définie par l'Insee en 2022.
Elle est située hors unité urbaine et hors attraction des villes,.

### Occupation des sols
L'occupation des sols de la commune, telle qu'elle ressort de la base de données européenne d’occupation biophysique des sols Corine Land Cover (CLC), est marquée par l'importance des territoires agricoles (97,4 % en 2018), une proportion identique à celle de 1990 (97,4 %). La répartition détaillée en 2018 est la suivante : 
terres arables (54,8 %), prairies (32,1 %), zones agricoles hétérogènes (10,5 %), forêts (2,6 %). L'évolution de l’occupation des sols de la commune et de ses infrastructures peut être observée sur les différentes représentations cartographiques du territoire : la carte de Cassini (XVIIIe siècle), la carte d'état-major (1820-1866) et les cartes ou photos aériennes de l'IGN pour la période actuelle (1950 à aujourd'hui).

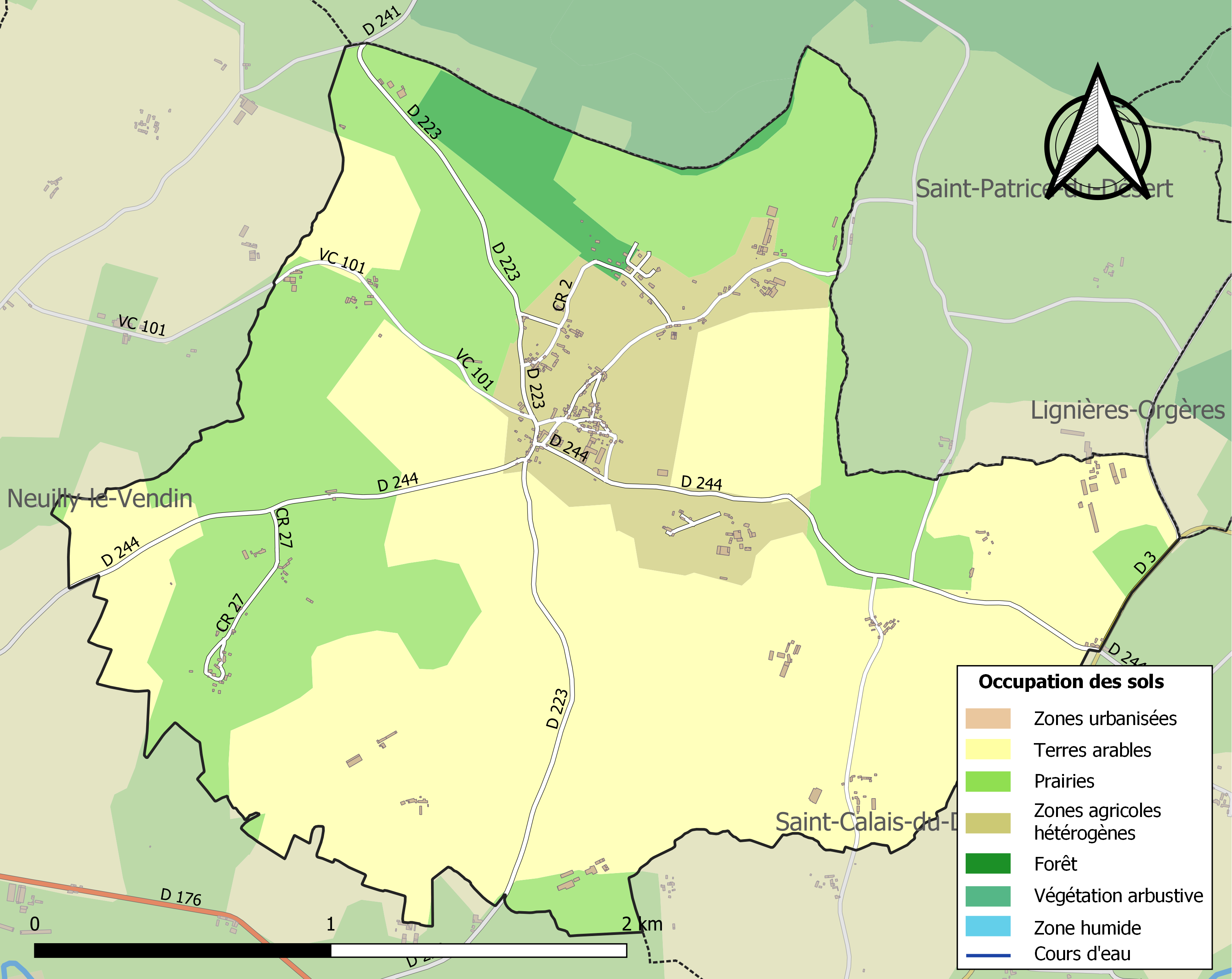
Carte des infrastructures et de l'occupation des sols de la commune en 2018 (CLC).

## Toponymie
Le nom de la localité est attesté sous la forme la Palu au XIVe siècle.
Il s'agit de l'ancien français palu « marais » (cf. la rue Malpalu à Rouen), mot issu du gallo-roman PALUDE, mot qui procède lui-même de l'accusatif latin paludem de palus « étang, marais ».

## Histoire
Au XVIIe siècle, la commune était régulièrement traversée par des pèlerins qui faisaient route pour Saint-Jacques-de-Compostelle. L'un d'entre eux offrit un vitrail qui est toujours visible dans l'église à l'heure actuelle.

## Héraldique
| Blason de La Pallu | Blason  | D’azur, semé de joncs d’or ; à une fasce d’argent, chargée d’une roue de moulin de sable, brochant sur le tout. |
| Blason de La Pallu | Détails | L’azur indique la présence importante de l’eau suggérée par le nom du village. L’azur est aussi la couleur principale des armes du Maine, ancienne province dans laquelle se trouvait La Pallu. Les joncs représentent les marais, traduisant ainsi le nom de la commune. La fasce symbolise le ruisseau de la Fourcherie qui traverse le territoire communal. La roue de moulin image celui qui se trouve dans la commune ; il date du XIVe siècle Les ornements sont deux deux gerbes de blé d’or, mises en sautoir par la pointe et liées d’azur afin d’honorer l’activité agricole. Le listel d'argent porte le nom de la commune en lettres majuscules de sable. La couronne de tours dit que l’écu est celui d’une commune ; elle n’a rien à voir avec des fortifications. Le statut officiel du blason reste à déterminer. |

## Population et société

### Démographie
L'évolution du nombre d'habitants est connue à travers les recensements de la population effectués dans la commune depuis 1793. Pour les communes de moins de 10 000 habitants, une enquête de recensement portant sur toute la population est réalisée tous les cinq ans, les populations de référence des années intermédiaires étant quant à elles estimées par interpolation ou extrapolation. Pour la commune, le premier recensement exhaustif entrant dans le cadre du nouveau dispositif a été réalisé en 2004.
En 2022, la commune comptait 177 habitants, en évolution de −11,06 % par rapport à 2016 (Mayenne : −0,73 %, France hors Mayotte : +2,11 %).
| 1793 | 1800 | 1806 | 1821 | 1831 | 1836 | 1841 | 1846 | 1851 |
| ---- | ---- | ---- | ---- | ---- | ---- | ---- | ---- | ---- |
| 647  | 643  | 672  | 699  | 795  | 812  | 839  | 820  | 799  |

| 1856 | 1861 | 1866 | 1872 | 1876 | 1881 | 1886 | 1891 | 1896 |
| ---- | ---- | ---- | ---- | ---- | ---- | ---- | ---- | ---- |
| 745  | 687  | 676  | 608  | 564  | 498  | 448  | 448  | 433  |

| 1901 | 1906 | 1911 | 1921 | 1926 | 1931 | 1936 | 1946 | 1954 |
| ---- | ---- | ---- | ---- | ---- | ---- | ---- | ---- | ---- |
| 435  | 394  | 363  | 302  | 288  | 260  | 265  | 276  | 244  |

| 1962 | 1968 | 1975 | 1982 | 1990 | 1999 | 2004 | 2006 | 2009 |
| ---- | ---- | ---- | ---- | ---- | ---- | ---- | ---- | ---- |
| 213  | 187  | 174  | 140  | 138  | 160  | 178  | 182  | 184  |

| 2014 | 2019 | 2022 | - | - | - | - | - | - |
| ---- | ---- | ---- | - | - | - | - | - | - |
| 192  | 181  | 177  | - | - | - | - | - | - |

## Activité et manifestations
- Boite de nuit La Baie des Anges
- Association L'amicale de La Pallu : organisation d'un ball-trap le premier weekend de septembre, chasse aux œufs à Pâques, concours de belote, et sorties diverses chaque année.

## Culture locale et patrimoine

### Lieux et monuments
- Église Saint-Sulpice : romane, elle est surmontée d'un clocher de 33 mètres de hauteur. Le chœur est la partie la plus ancienne.
- Au carrefour de la route de Couptrain et de Neuilly-le-Vendin, on peut admirer une vieille croix, la croix Couppard.